# Fort de Sant Àngel
El Fort de Sant Àngel és una fortificació situada a la ciutat de Birgu, també anomenada Vittoriosa, (Malta) construït a partir del 1530.

## Història

### Abans de l'arribada de l'orde de l'Hospital
La data de la primera construcció es desconeix i es pot datar fins i tot ja durant l'Imperi Romà, tot i que es te coneixement que hi havia un lloc de culte en època pre-romana. Se sap que a principis de l'Edat Mitjana ja existia i que hi ha restes d'una torre del segle xi, quan Malta estava sota domini musulmà. Des del s.XIV Malta estava sota la sobirania de la Corona d'Aragó i el castell es coneixia com a Castello a Mare o castell vora el mar i era la residència de la família Nava.

### Sota domini hospitaler
Quan els cavallers de l'Orde de Sant Joan de Jerusalem van arribar a Malta el 1530, provinents de Rodes, van escollir Birgu com a capital i el Fort de Sant Àngel va esdevenir el lloc de residència del Gran Mestre. Els hospitalers el van convertir en la principal fortificació, el van reformar i remodelar profundament. El fort va aguantar els atacs otomans durant el setge de Malta de 1565. Després del setge es va construir la ciutat fortificada de La Valletta sobre de la muntanya de Sciberras, a l'altre costat del Gran Port i que va esdevenir el centre administratiu dels cavallers.
En un primer moment diversos Mestres es van fer enterrar a la capella del Fort o altres dependències, fins que es va construir al cocatedral de Sant Joan de La Valletta i es van traslladar les restes allà.

### Període britànic
Amb l'arribada dels britànics a Malta, per fer fora Napoleó, el fort va mantenir molta importància com a instal·lació militar i va donar nom al vaixell HMS Egremont del 1912, que el 1933 fou rebatejat com a HMS St Angelo.

### Actualment
Avui dia el Fort allotja dependències dels Cavallers de Malta i altres dependències s'han convertit en museu marítim. També s'hi han fet restauracions.

## Accés
Actualment, la major part del Fort és visitable i només la part superior de la fortalesa manté un accés restringit.